# Prunus spinosa
Il prugnolo spinoso (Prunus spinosa L., 1753) è un arbusto spontaneo appartenente alla famiglia delle Rosacee. Viene chiamato anche prugno selvatico o semplicemente prugnolo (raramente strozzapreti).

## Descrizione

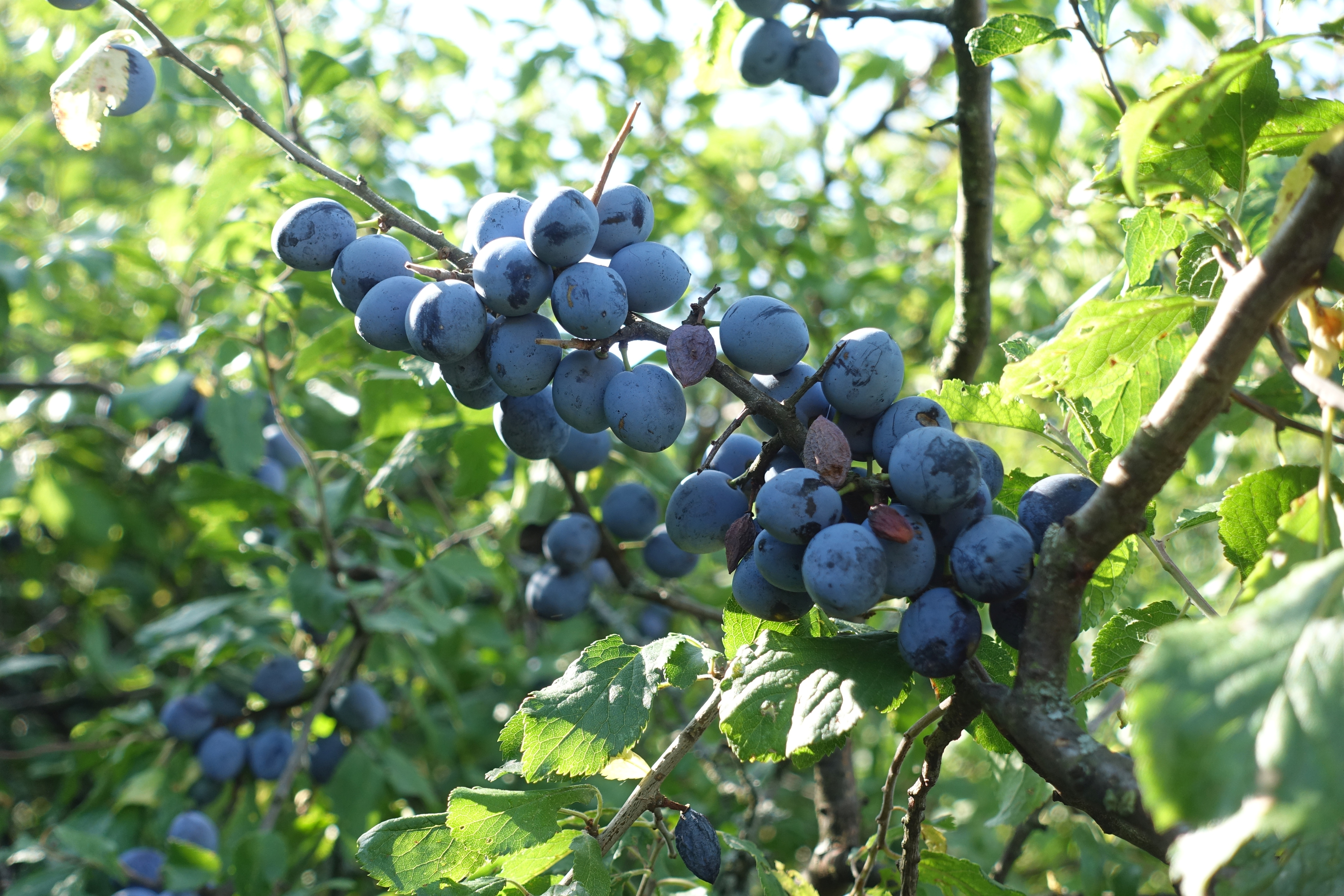
Frutti del prugno spinoso

Il prugnolo è un arbusto o piccolo albero folto, è caducifoglie e latifoglie, alto tra i 2,5 e i 5 metri. La corteccia è scura, talvolta i rami sono contorti. Le foglie sono ovate, verde scuro. I fiori, numerosissimi e bianchissimi, compaiono in marzo o all'inizio di aprile e ricoprono completamente le branche. Produce frutti tondi di colore blu-viola, la maturazione dei frutti si completa in settembre-ottobre. Sono delle drupe ricoperte da una patina detta pruina e contenenti un unico seme duro, ricercate dalla fauna selvatica. È un arbusto resistente al freddo e a molti parassiti, si adatta a diversi suoli e ha una crescita lenta.

## Distribuzione e habitat
Il prugnolo è una pianta spinosa spontanea dell'Europa, Asia, e Africa settentrionale; cresce ai margini dei boschi e dei sentieri, in luoghi soleggiati.
Forma macchie spinose impenetrabili che forniscono protezione agli uccelli ed altri animali.

## Usi
I frutti, chiamati prugnole, possono essere usate per fare marmellate, confetture, salse, gelatine e sciroppi. I frutti contengono molta vitamina C, tannino e acidi organici. Anche i fiori sono commestibili (tra i fiori eduli), possono essere usati in insalate o altri piatti.
Il prugnolo spinoso è un arbusto comune, adatto per formare siepi. Un tempo, in qualche parte d'Italia, veniva utilizzato come essenza costituente delle siepi interpoderali, cioè per delimitare i confini degli appezzamenti. In ragione delle spine e del fitto intreccio dei rami, la siepe di prugnolo selvatico costituiva una barriera pressoché impenetrabile.
Le bacche rimangono a lungo attaccate ai rami e la pianta talvolta può essere usata come arbusto ornamentale in giardini. I frutti del prugno spinoso sono utilizzati in alcuni paesi per produrre bevande alcoliche (in Inghilterra lo sloe gin, in Navarra, Spagna, il Pacharán, in Francia la prunelle, in Giappone l'umeshu ed in Italia il bargnolino o prunella o trignolino).
Il prugno spinoso è usato come purgante, diuretico e depurativo del sangue, per erba medicinale ed erba officinale.
I principi attivi contenuti nei fiori sono cumarine, flavone e glucosidi dell'acido cianidrico. La corteccia della pianta era utilizzata in passato per colorare di rosso la lana.
Il legno, come quello di molti alberi da frutto è un apprezzato combustibile, è duro e resistente, e può essere lucidato. Se di piccole dimensioni viene usato per attrezzi agricoli, intarsi e bastoni da passeggio.